# Saint-Romain-la-Motte
Pour les articles homonymes, voir Saint-Romain.
Saint-Romain-la-Motte est une commune française située dans le département de la Loire en région Auvergne-Rhône-Alpes.

## Géographie
Saint-Romain-la-Motte est située au nord-ouest de Roanne. Elle est traversée par deux rivières, l'Oudan et le Filerin. Elle est aussi traversée par la Nationale 7.

### Climat
Pour des articles plus généraux, voir Climat d'Auvergne-Rhône-Alpes et Climat de la Loire.
En 2010, le climat de la commune est de type climat océanique dégradé des plaines du Centre et du Nord, selon une étude du Centre national de la recherche scientifique s'appuyant sur une série de données couvrant la période 1971-2000. En 2020, Météo-France publie une typologie des climats de la France métropolitaine dans laquelle la commune est exposée à un climat de montagne ou de marges de montagne et est dans une zone de transition entre les régions climatiques « Centre et contreforts nord du Massif Central » et « Nord-est du Massif Central ».
Pour la période 1971-2000, la température annuelle moyenne est de 10,7 °C, avec une amplitude thermique annuelle de 16,2 °C. Le cumul annuel moyen de précipitations est de 721 mm, avec 9,9 jours de précipitations en janvier et 6,9 jours en juillet. Pour la période 1991-2020, la température moyenne annuelle observée sur la station météorologique de Météo-France la plus proche, « Roanne-Riorges_aéro », sur la commune de Saint-Léger-sur-Roanne à 5 km à vol d'oiseau, est de 11,8 °C et le cumul annuel moyen de précipitations est de 668,1 mm,. Pour l'avenir, les paramètres climatiques de la commune estimés pour 2050 selon différents scénarios d'émission de gaz à effet de serre sont consultables sur un site dédié publié par Météo-France en novembre 2022.

## Urbanisme

### Typologie
Au 1er janvier 2024, Saint-Romain-la-Motte est catégorisée bourg rural, selon la nouvelle grille communale de densité à sept niveaux définie par l'Insee en 2022.
Elle est située hors unité urbaine. Par ailleurs la commune fait partie de l'aire d'attraction de Roanne, dont elle est une commune de la couronne,. Cette aire, qui regroupe 88 communes, est catégorisée dans les aires de 50 000 à moins de 200 000 habitants,.

### Occupation des sols
L'occupation des sols de la commune, telle qu'elle ressort de la base de données européenne d’occupation biophysique des sols Corine Land Cover (CLC), est marquée par l'importance des territoires agricoles (94,5 % en 2018), une proportion sensiblement équivalente à celle de 1990 (94,6 %). La répartition détaillée en 2018 est la suivante : 
prairies (60,9 %), zones agricoles hétérogènes (30,1 %), zones urbanisées (3,8 %), terres arables (3,5 %), forêts (0,9 %), zones industrielles ou commerciales et réseaux de communication (0,8 %). L'évolution de l’occupation des sols de la commune et de ses infrastructures peut être observée sur les différentes représentations cartographiques du territoire : la carte de Cassini (XVIIIe siècle), la carte d'état-major (1820-1866) et les cartes ou photos aériennes de l'IGN pour la période actuelle (1950 à aujourd'hui).

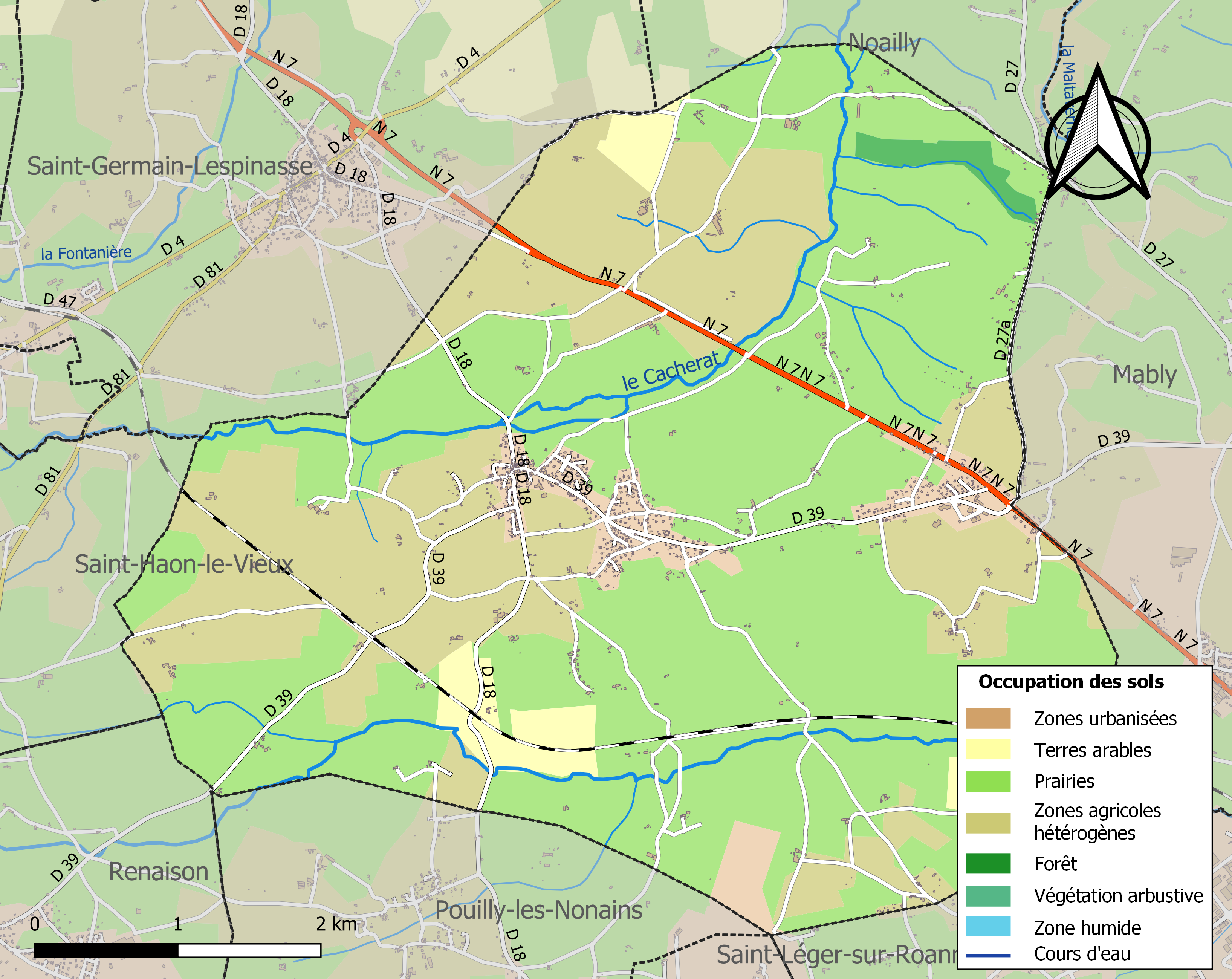
Carte des infrastructures et de l'occupation des sols de la commune en 2018 (CLC).

## Histoire
Depuis le 1er janvier 2013, la communauté de communes de la Côte roannaise dont faisait partie la commune s'est intégrée à la communauté d'agglomération Roannais Agglomération.
Le nom gaulois de la commune était sans doute Marolles (un hameau). C'est là que furent les fondations de l'ancienne église, dédiée à Saint Pierre en l'an 995, qui dépendait de Cluny. Cette église a été paroisse jusqu'au XIIe siècle. Elle n'existe plus. C'est là également que furent découverts deux cimetières : un gallo-romain et un sans doute du IIIe au VIIIe siècle
.

## Blasonnement
| Blason | Blasonnement : D’argent à la motte [coupeau] de sinople sommée d’une tour de sable, ajourée du champ ; chapé de sinople chargé d’une gerbe d’or à dextre et d’un cep de vigne arraché du même à senestre. |

## Politique et administration
| Période                                  | Période   | Identité           | Étiquette | Qualité                                                 |
| ---------------------------------------- | --------- | ------------------ | --------- | ------------------------------------------------------- |
| Les données manquantes sont à compléter. |           |                    |           |                                                         |
| 1816                                     | 1831      | Michel Ducoing     |           |                                                         |
| 1831                                     | 1848      | Louis Berthelier   |           |                                                         |
| 1848                                     | 1875      | Antoine Berthelier |           |                                                         |
| 1875                                     | 1878      | Marie Berthelier   |           |                                                         |
| 1878                                     | 1884      | Rose Vernay        |           |                                                         |
| 1884                                     | 1893      | Eugène Besse       |           |                                                         |
| 1893                                     | 1895      | Maurice du Martray |           |                                                         |
| 1895                                     | 1902      | Louis Berthelier   |           |                                                         |
| 1902                                     | 1920      | Maurice du Martray |           |                                                         |
| 1920                                     | 1940      | Jacques Boireau    |           |                                                         |
| 1940                                     | 1951      | Claude Dallery     |           |                                                         |
| 1951                                     | 1965      | Gilbert Brivet     |           |                                                         |
| 1965                                     | 1977      | Pierre Darcon      |           |                                                         |
| 1977                                     | 1997      | Paul Paire         |           | Enseignant                                              |
| 1997                                     | mars 2014 | André Danière      | DVD       | Commercial, Vice Président de la communauté de communes |
| mars 2014                                | En cours  | Gilbert Varrenne   |           | Ingénieur d'études recherche et formation               |

## Démographie
L'évolution du nombre d'habitants est connue à travers les recensements de la population effectués dans la commune depuis 1793. Pour les communes de moins de 10 000 habitants, une enquête de recensement portant sur toute la population est réalisée tous les cinq ans, les populations de référence des années intermédiaires étant quant à elles estimées par interpolation ou extrapolation. Pour la commune, le premier recensement exhaustif entrant dans le cadre du nouveau dispositif a été réalisé en 2008.

En 2022, la commune comptait 1 423 habitants, en évolution de −1,18 % par rapport à 2016 (Loire : +1,32 %, France hors Mayotte : +2,11 %).
| 1793 | 1800 | 1806 | 1821 | 1831 | 1836 | 1841 | 1846 | 1851 |
| ---- | ---- | ---- | ---- | ---- | ---- | ---- | ---- | ---- |
| 950  | 963  | 791  | 846  | 878  | 882  | 866  | 866  | 869  |

| 1856 | 1861 | 1866 | 1872 | 1876  | 1881 | 1886  | 1891  | 1896  |
| ---- | ---- | ---- | ---- | ----- | ---- | ----- | ----- | ----- |
| 825  | 863  | 926  | 977  | 1 010 | 962  | 1 038 | 1 056 | 1 093 |

| 1901  | 1906 | 1911 | 1921 | 1926 | 1931 | 1936 | 1946 | 1954 |
| ----- | ---- | ---- | ---- | ---- | ---- | ---- | ---- | ---- |
| 1 049 | 980  | 933  | 795  | 802  | 772  | 759  | 809  | 864  |

| 1962 | 1968 | 1975 | 1982  | 1990  | 1999  | 2006  | 2008  | 2013  |
| ---- | ---- | ---- | ----- | ----- | ----- | ----- | ----- | ----- |
| 892  | 842  | 887  | 1 081 | 1 352 | 1 395 | 1 499 | 1 529 | 1 478 |

| 2018  | 2022  | - | - | - | - | - | - | - |
| ----- | ----- | - | - | - | - | - | - | - |
| 1 429 | 1 423 | - | - | - | - | - | - | - |

## Lieux et monuments
- Église Saint-Romain de Saint-Romain-la-Motte.
- Le four à chaux.
- Le clocher accessible au public depuis 2009 après plus de 60 ans de fermeture.
- La tombe de Gilberte du Martray.
- La digue de l'Oudan.
- La motte de terre où était construit un château fort.
- Château de Chamarandes.
- Château de la Motte.
- Château de la Brosse.
- Château de Vaux.

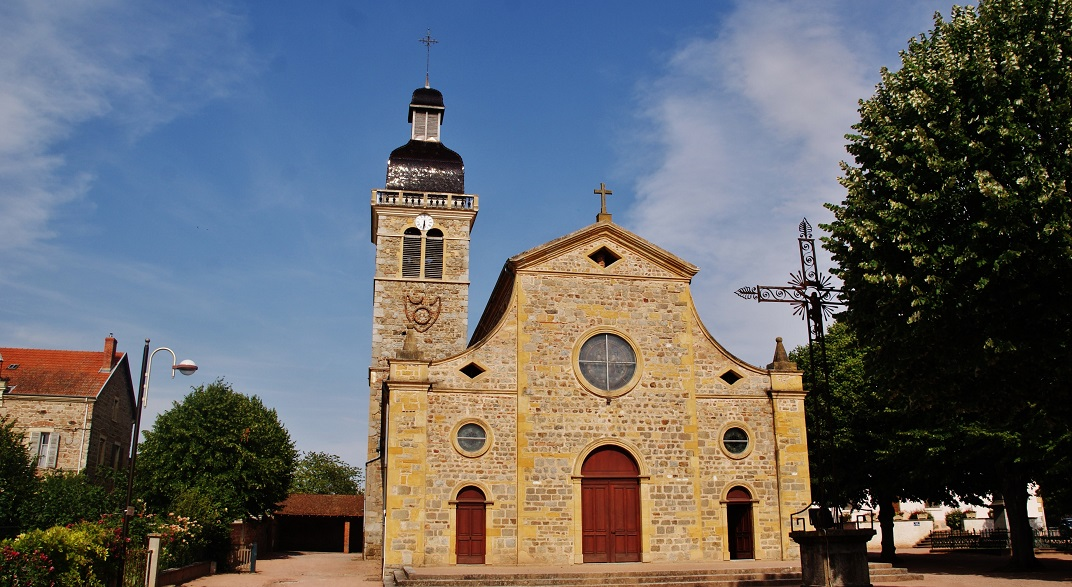
Église de Saint-Romain.
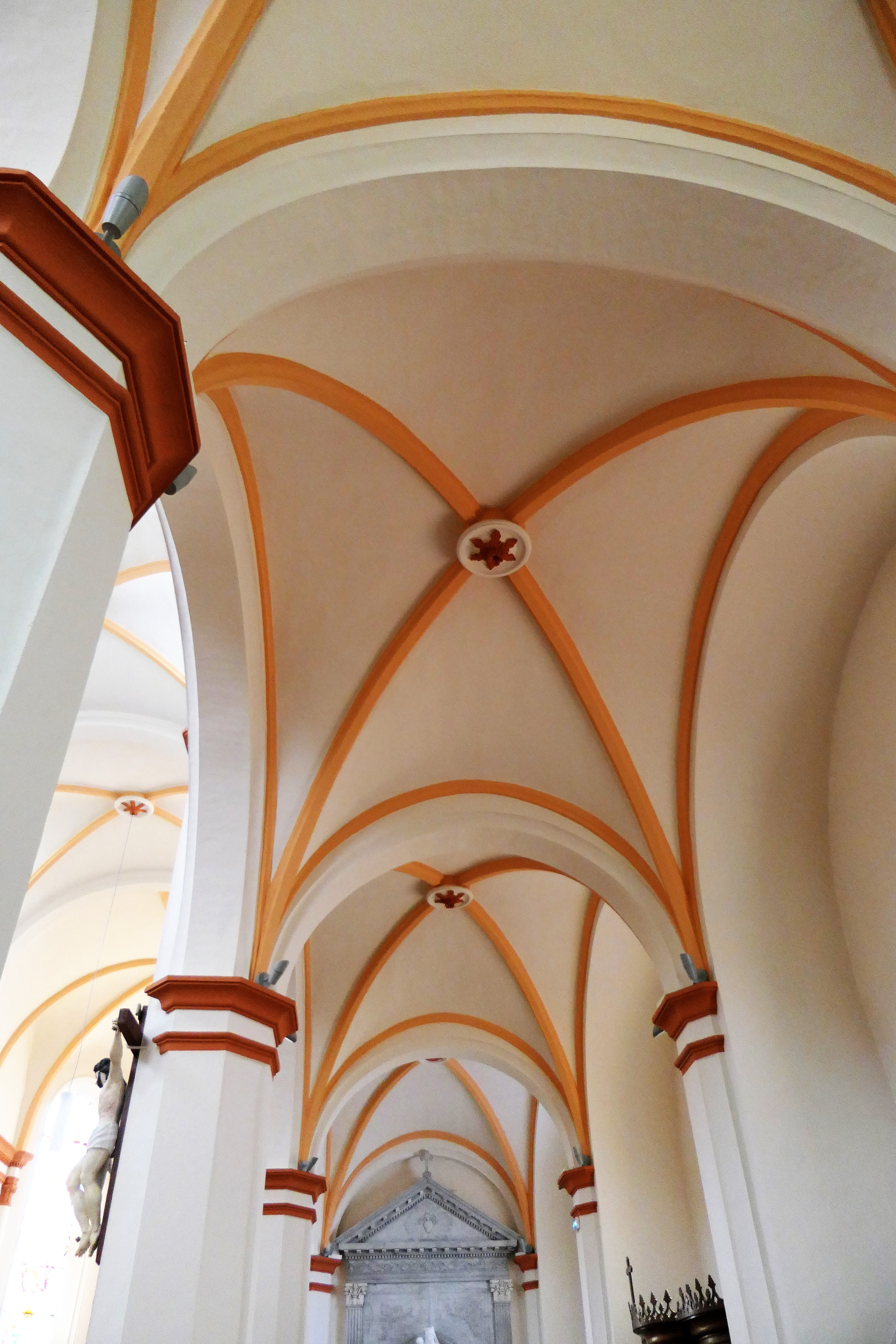
Bas-côté de l'église
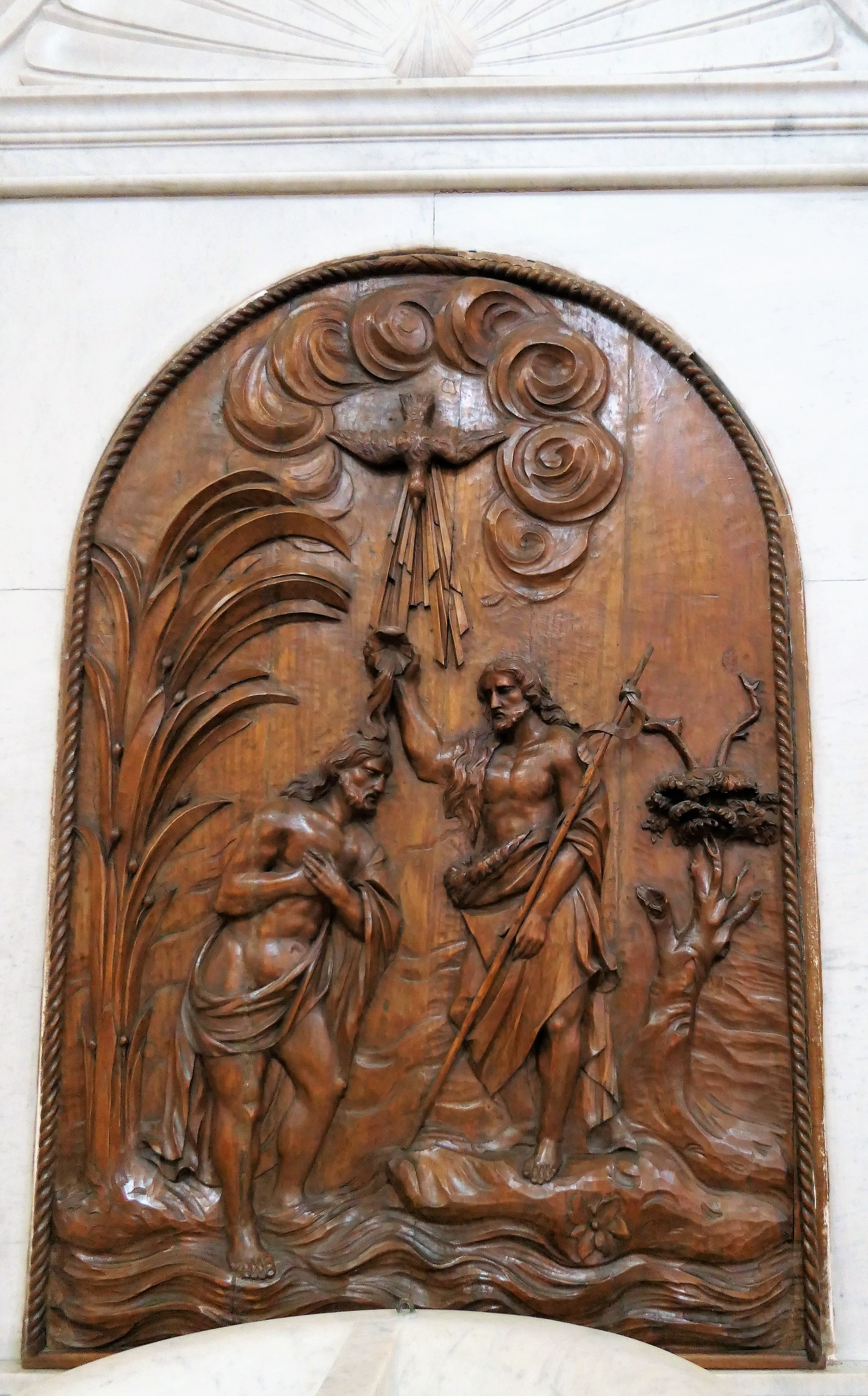
Sculpture dans l'église (baptême de Jésus par saint Jean)
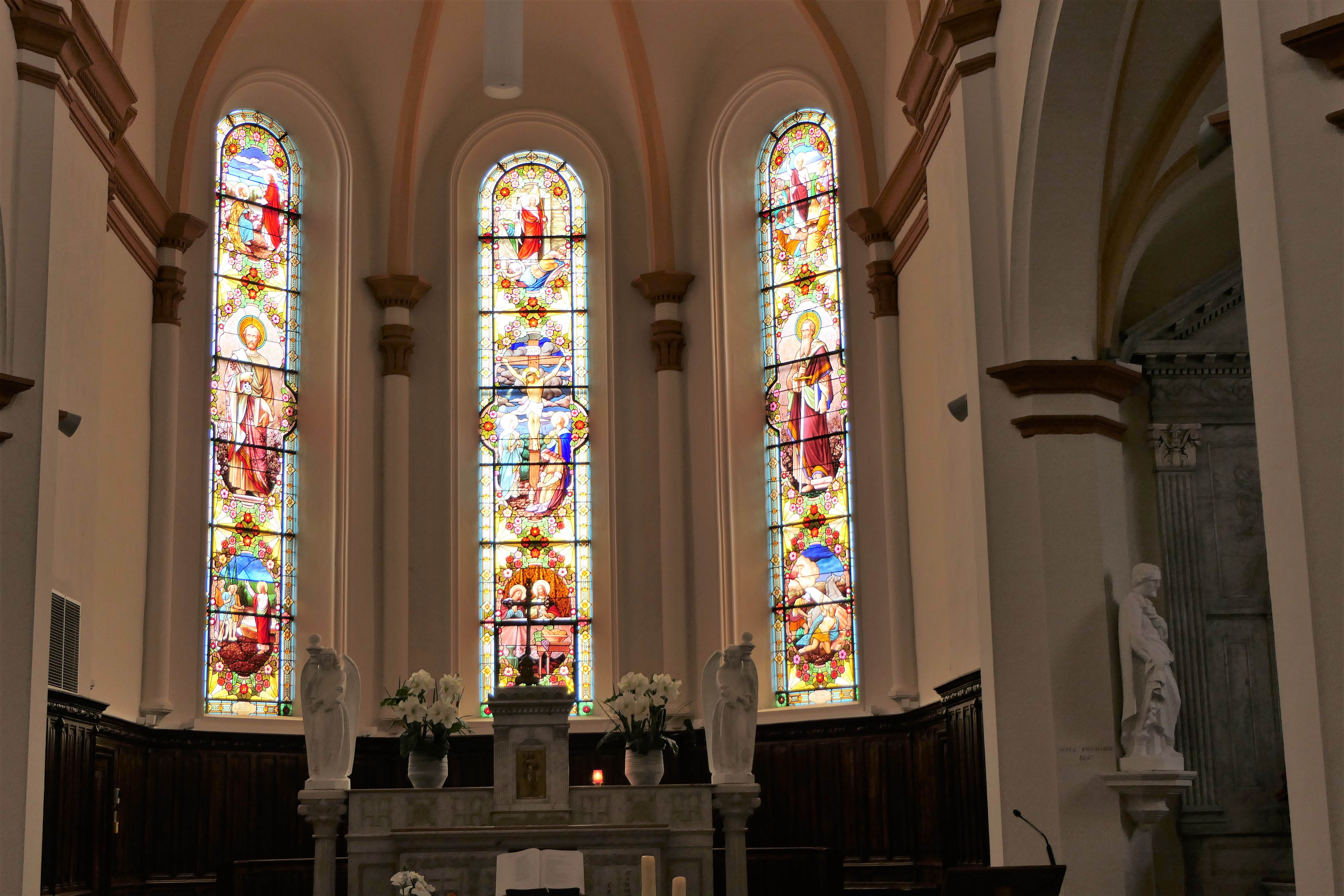
Les chœur et ses verrières

## Personnalités liées à la commune
- François Billoux (1903-1978), député des Bouches-du-Rhône de 1936 à 1940 et de 1945 à 1978 et ministre de 1944 à 1946, né à Saint-Romain-la-Motte.
- Pierre Martelanche (1849 -1923), vigneron humaniste qui a laissé un grand nombre d'oeuvres en argile dans une cabane de vigne appelée le Petit Musée de Pierre Martelanche. Une association locale s'investit depuis 2011 pour faire reconnaître toute l'oeuvre d'art brut de Pierre Martelanche : un génie artistique. Voir plusieurs sites sur ce personnage dont celui-ci :https://martelanche.wordpress.com/